# Masia Vilardosa
La Masia Vilardosa és una obra de Cervera (Segarra) protegida com a Bé Cultural d'Interès Local.

## Descripció
Es tracta d'un edifici de planta quadrangular (10 x 10 m) d'una sola planta i golfes i sense edificacions annexes. La coberta de teula àrab és a doble vessant, els murs estan realitzats a base de pedra irregular, de blocs més grans a les cantoneres.